# Nœud d'arrimeur
Le nœud d'arrimeur est un nœud d'arrêt. Proche du nœud en huit, il a la particularité d'être plus gros, et plus facile à défaire[réf. souhaitée] après avoir été mis en tension.

## Nouage
Il se noue comme un nœud en huit, mais une torsade supplémentaire est effectuée pour le rendre plus volumineux :

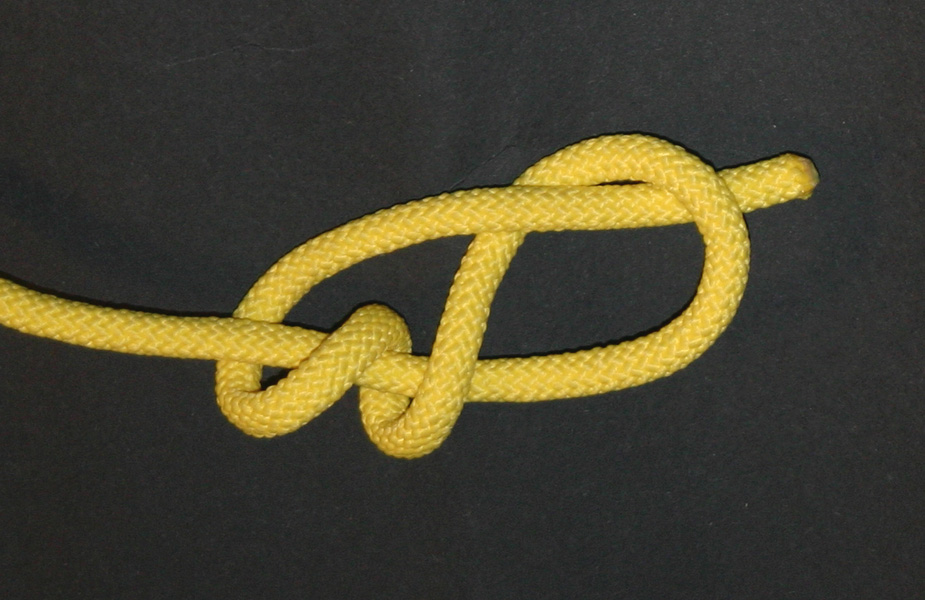
Après deux tours autour du dormant, passer par la boucle.
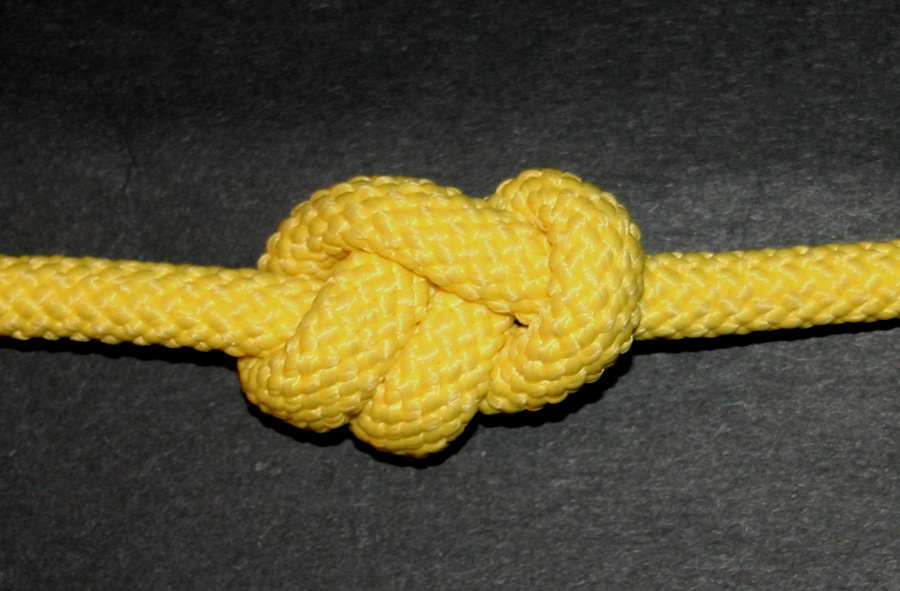
Serrer.